# Mon cœur est un jazz band
Mon cœur est un jazz band (titre original : Mein Herz ist eine Jazzband) est un film allemand réalisé par Friedrich Zelnik, sorti en 1929.

## Fiche technique
- Titre original : Mein Herz ist eine Jazzband
- Titre français : Mon cœur est un jazz band
- Réalisation : Friedrich Zelnik
- Scénario : Curt J. Braun
- Directeurs de la photographie : Frederik Fuglsang, Paul Rischke
- Décors : Andrej Andrejew
- Costumier : Walter Trier
- Assistants : Luis Domke, Adolf Essek
- Musique : Artur Guttmann
- Pays de production : Allemagne  République de Weimar
- Société de production : Efzet Film
- Longueur : 2 670 mètres, 8 bobines
- Format : Noir et blanc - 1,33:1 - Muet[1] ou parlant[2]
- Date de sortie : 
  - Allemagne  République de Weimar : 28 janvier 1929

## Distribution
- Lya Mara
- Raimondo Van Riel
- Heinrich Gotho
- Charles Puffy
- Bobby Burns
- Karl Harbacher
- Lydia Potechina
- Hermann Böttcher
- Michael von Newlinsky
- Alfred Abel
- Carl Goetz
- Ivan Koval-Samborsky